# Bei Dao
Bei Dao (北島 Isla del Norte en mandarín, Pekín, 1949) seudónimo de Zhao Zhenkai (赵振开), poeta chino.
Participó brevemente en la Revolución Cultural y en 1969 trabajó como obrero de la construcción. Un año más tarde comenzó a escribir poesía. En 1978 y durante un breve periodo publicó su revista Jintian ("Hoy") en el Muro de la Democracia. Representante de la poesía oscura o elusiva, fue uno de los 33 intelectuales chinos que firmaron en abril de 1989 una petición exigiendo de esas autoridades el respeto de los Derechos del Hombre y la democracia, dos meses antes de los sucesos organizados por los estudiantes en la plaza de Tiananmen. A consecuencia de ello, Bei Dao tuvo que exiliarse. Es uno de los miembros fundadores del Parlamento Internacional de los Escritores, ha vivido en Suecia e Inglaterra y actualmente reside en Estados Unidos.

## Obra seleccionada
- Notas desde la ciudad del sol (1983)
- Olas (1987)
- El sonámbulo de agosto (1988)
- Fuera del rugido de la tormenta: la nueva poesía china (1993)
- Formas de distancia (1994)

- Datos: Q558744
- Multimedia: Bei Dao / Q558744